# Julio Alak
Julio César Alak, né le 9 janvier 1958 à Benito Juárez dans la province de Buenos Aires, est un homme politique argentin. avocat de formation, il fut maire de la ville de La Plata pendant seize ans (de 1991 à 2007, après trois réélections), et occupe actuellement le poste de ministre de la Justice et des Droits de l’homme de la République argentine.

## Biographie
Né le 9 janvier 1958 dans la petite localité pampéenne de Benito Juárez, dans le sud de la province de Buenos Aires, il arriva en 1976 à La Plata pour étudier le droit à l’Université nationale de La Plata (UNLP). Dès ses années d’étudiant, il commença à s’engager dans l’activité politique militante, au sein du groupe universitaire APU, branche platense du groupe Unidos, que dirigeait Chacho Álvarez. En même temps, il se voua à l’enseignement, au journalisme, et à la pratique professionnelle. Son diplôme obtenu, il devint membre en 1982 de l’Assemblée permanente pour les droits de l'homme (APDH) de La Plata, acceptant également d’assumer le rôle de parrain de proches parents de détenus-disparus. Cette même année 1982, il conclut un accord avec le caudillo José Amerise, lequel allait toutefois perdre, comme candidat vice-gouverneur aux élections de l’année suivante, face au péroniste Herminio Iglesias. En 1984, il commença à militer au sein du Parti justicialiste (PJ), pour en devenir le président de la section platense en 1988. Parallèlement, il poursuivait une carrière de professeur de droit public à la faculté des Sciences juridiques de l’UNLP.
En 1991, âgé de 32 ans, Alak réussit à arracher la mairie de La Plata au radicalisme, avec quelques voix seulement d’avance, puis fut réélu en 1995, 1999 et encore en 2003. 
Il figura comme personne-ressource du péronisme sous les présidences de Carlos Menem, Eduardo Duhalde et Néstor Kirchner. Après que Cristina Fernández de Kirchner, originaire de Tolosa, dans la banlieue nord-ouest de La Plata, eut été choisie comme candidate à la présidence pour le Parti justicialiste, Alak eut un rôle important à jouer dans la campagne électorale au niveau national. Ayant des liens de voisinage avec la famille de Cristina Fernández, Alak quitta la fonction publique le 10 décembre 2007, jour de l’élection de Cristina Fernández à la présidence, mais pour à peine deux mois et demi. Le 1er mars 2008, il fut appelé par la présidente à exercer comme directeur délégué pour l’État argentin à la compagnie aérienne Aerolíneas Argentinas,. Il prit ses fonctions aux côtés de Vilma Castillo, qui avait été adjointe comptable de Cristina Fernández pendant son mandat de sénatrice. Il y manifesta bientôt un profil personnel, adoptant une attitude équidistante entre Ricardo Jaime et Julio De Vido, les hommes à qui était imparti de décider de la nationalisation de la compagnie. En juillet 2008, celle-ci fut prise en charge par l’État et Alak en devint le directeur général. Sous son mandat, l’on procéda à l’achat de nouveaux avions Boeing ainsi qu’à l’expropiation de l’entreprise, du reste toujours en cours.
Le 8 juillet 2009, Alak fut nommé ministre de la Justice et des Droits de l'homme, et reconduit à ce poste le 10 décembre 2011 sous le second mandat de la présidente  Cristina Fernández.